# Нога человека
Нога́ (коне́чность ни́жняя свобо́дная, лат. mémbrum inférius liberum) — парный орган опоры и движения человека. Филогенетически человеческая нога происходит от задних конечностей амфибий, которые, в свою очередь, произошли от плавников рыб.

## Анатомия

### Общее описание
Нога анатомически состоит из трёх основных частей: бедра, голени и стопы. Бедро образовано бедренной костью и надколенником, защищающим коленный сустав. Надколенник обеспечивает блок при разгибании голени. Голень образуют большая и малая берцовые кости. Стопу образует множество мелких костей. Место сочленения бедренной кости с тазовой костью называется тазобедренным суставом. Сочленение бедренной и берцовых костей называется коленным суставом, а берцовых костей с костями стопы — голеностопным суставом. Ахиллово сухожилие ограничивает движения стопы относительно берцовой кости. Травмы голеностопного и особенно коленного сустава опасны, поскольку часто приносят необратимый вред.

### Области ноги
- Ягодичная область (regio glutea);
- передняя область бедра (regio femoris anterior);
- задняя область бедра (regio femoris posterior);
- передняя область колена (regio genu anterior);
- задняя область колена (regio genu posterior);
- передняя область голени (regio cruris anterior);
- задняя область голени (regio cruris posterior);
- передняя область голеностопного сустава (regio articulationis talocru — ralis anterior);
- задняя область голеностопного сустава (regio articulationis talocru — ralis posterior);
- наружная область голеностопного сустава (regio articulationis talocru — ralis lateralis);
- внутренняя область голеностопного сустава (regio articulationis talocru — ralis medialis);
- область тыла стопы (regio dorsi pedis);
- область подошвы (regio plantae pedis).

### Кости нижней конечности
В скобках указано количество костей, например (26×2) означает, что есть по 26 костей в каждой из двух ног.

#### Пояс нижней конечности (cingulum membri inferioris)
- Тазовая кость (лат. os coxae) (2):
  - подвздошная кость (лат. os ilium) (2);
  - седалищная кость (лат. os ischii) (2);
  - лобковая кость (лат. os pubis) (2).

#### Свободная часть нижней конечности (pars libera membri inferioris) (30×2)
Бедро (лат. femur):
- бедренная кость (лат. os femoris) (2);
- надколенник (лат. patella) (2).

Голень (лат. crus):
- большеберцовая кость (лат. os tibia) (2);
- малоберцовая кость (лат. os fibula) (2).

Стопа (лат. pes, pedis) (26×2):
- Предплюсна (лат. tarsus) (7×2):
  - пяточная кость (лат. calcaneus) (2);
  - таранная кость (лат. talus) (2);
  - ладьевидная кость (лат. os naviculare) (2);
  - медиальная клиновидная кость (лат. os cuneiforme mediale) (2);
  - промежуточная клиновидная кость (лат. os cuneiforme intermedium) (2);
  - латеральная клиновидная кость (лат. os cuneiforme laterale) (2);
  - кубовидная кость (лат. os cuboideum) (2).
- Плюсна (лат. metatarsus):
  - Плюсневые кости (лат. ossa metatarsi) (5×2).
- Кости пальцев (лат. ossa digitorum) (14×2) — по 5 пальцев на каждой стопе, по 3 фаланги в каждом пальце, кроме большого (I) пальца, у которого 2 фаланги:
  - проксимальная фаланга (лат. phalanx proximalis) (5×2);
  - средняя фаланга (лат. phalanx media) (4×2);
  - дистальная фаланга (лат. phalanx distalis) (5×2).

#### Соединения костей нижней конечности
Тазобедренный, коленный и голеностопный суставы состоят из суставной сумки, заполненной синовиальной жидкостью, играющей роль смазки. Суставная сумка герметически закрывает сустав. Благодаря этому сустав удерживается в том числе и давлением воздуха. Концы соединяемых костей покрыты гиалиновым хрящом, что уменьшает трение. Мениск, находящийся в коленном суставе, амортизирует удары при беге и прыжках. Мениск не является костью и не способен срастаться. При разрывах мениска его фрагменты удаляют.

### Мышцы нижней конечности

#### Мышцы таза
- Большая ягодичная мышца (лат. m. gluteus maximus);
- Средняя ягодичная мышца (лат. m. gluteus medius);
- Грушевидная мышца (лат. m. piriformis);
- Внутренняя запирательная мышца (лат. m. obturatorius interius);
- Верхняя и нижняя близнецовые мышцы (лат. m. gemelli superior, m. gemmeli inferior);
- Квадратная мышца бедра (лат. m. quadratus femoris);
- Малая ягодичная мышца (лат. m. gluteus minimus);
- Наружная запирательная мышца (лат. m. obturatorius externus).

#### Мышцы бедра
Передняя группа мышц бедра:
- Четырёхглавая мышца бедра, квадрицепс (лат. m. (musculus) quadriceps femoris) — сильная мышца, участвующая в разгибании голени. Если квадрицепс парализован, больной может нормально идти по ровному месту, но не в состоянии бежать и только с трудом поднимается по ступенькам. Состоит из 4 головок:
  - Прямая мышца бедра (лат. m. rectus femoris);
  - Медиальная широкая мышца бедра (лат. m. vastus medialis);
  - Промежуточная широкая мышца бедра (лат. m. vastus intermedius);
  - Латеральная широкая мышца бедра (лат. m. vastus lateralis).
- Портняжная мышца (лат. m. sartorius) — длинная и тонкая мышца, идущая от тазобедренного сустава до колена по всей длине бедра. Это самая длинная из всех человеческих мышц.

 Медиальная группа мышц бедра: 
- Длинная приводящая мышца (лат. m. adductor longus);
- Короткая приводящая мышца (лат. m. adductor brevis);
- Большая приводящая мышца (лат. m. adductor magnus);
- Тонкая мышца (лат. m. gracilis);
- Гребенчатая мышца (лат. m. pectineus).

 Задняя группа мышц бедра: 
- Двуглавая мышца бедра (лат. m. biceps femoris), состоит из 2 головок:
  - Длинная головка двуглавой мышцы бедра (лат. caput longum);
  - Короткая головка двуглавой мышцы бедра (лат. caput breve);
- Полуперепончатая мышца (лат. m. semimembranosus);
- Полусухожильная мышца (лат. m. semitendinosus).

#### Мышцы голени
Передняя группа мышц голени:
- Передняя большеберцовая мышца (лат. m. tibialis anterior);
- Длинный разгибатель пальцев (лат. m. extensor digitorum longus);
- Длинный разгибатель большого пальца стопы (лат. m. extensor hallucis longus);

 Задняя группа мышц голени:
- Трёхглавая мышца голени (лат. m. triceps surae), состоит из 2 мышц:
  - Икроножная мышца (лат. m. gastrocnemius), состоит из 2 головок:
    - Медиальная головка икроножной мышцы (лат. caput mediale);
    - Латеральная головка икроножной мышцы (лат. caput laterale);

  - Камбаловидная мышца (лат. m. soleus);
- Подошвенная мышца (лат. m. plantaris);
- Подколенная мышца (лат. m. popliteus);
- Задняя большеберцовая мышца (лат. m. tibialis posterior);
- Длинный сгибатель пальцев (лат. m. flexor digitorum longus);
- Длинный сгибатель большого пальца стопы (лат. m. flexor hallucis longus).

 Латеральная группа мышц голени:
- Длинная малоберцовая мышца (лат. m. peroneus longus);
- Короткая малоберцовая мышца (лат. m. peroneus brevis).

#### Мышцы стопы
Мышцы тыла стопы:
- Короткий разгибатель пальцев (лат. m. extensor digitorum brevis);
- Короткий разгибатель большого пальца (лат. m. extensor hallucis brevis).

Мышцы подошвы стопы:
Медиальная группа мышц подошвы стопы:
- Мышца, отводящая большой палец стопы (лат. m. abductor hallucis);
- Короткий сгибатель большого пальца стопы (лат. m. flexor hallucis);
- Мышцы, приводящая большой палец стопы (лат. m. adductor hallucis).

Латеральная группа мышц подошвы стопы:
- Мышца, отводящая мизинец стопы (лат. m. abductor digiti minimi);
- Короткий сгибатель мизинца стопы (лат. m. flexor digiti minimi brevis);
- Мышцы, противопоставляющая мизинец (лат. m. opponens digiti minimi).

Средняя группа мышц подошвы стопы:
- Короткий сгибатель пальцев (лат. m. flexor digitorum brevis);
- Квадратная мышца подошвы (лат. m. quadratus plantae);
- Червеобразные мышцы (лат. mm. lumbricales);
- Межкостные мышцы (лат. mm. interossea);
- Подошвенные межкостные мышцы (лат. mm. interossei plantares);
- Тыльные межкостные мышцы (лат. mm. interossei dorsales)[1][2].

## Функции

### Двигательная функция
Мускульная сила ног используется для ходьбы, бега, прыжков, ползания по-пластунски и на четвереньках, плавания (вместе с силой рук). Для увеличения эффективности использования мускульной силы ног при передвижении по той или иной поверхности (в той или иной среде) используются такие приспособления как: обувь, ходули, лыжи, коньки (роликовые коньки), альпинистские кошки, ласты, скейтборд, велосипед и пр.

### Опорная функция
Ноги — один из основных органов опоры человека. На ногах человек может устойчиво находиться в вертикальном положении (стоять, сидеть на корточках). Ноги применяются для принятия таких положений, как упор лёжа.

### Другие функции
- В традиционном виноделии ногами давился сок из плодов винограда;
- Ноги используются для введения внутримышечных и внутривенных инъекций;
- Если человек потерял руки, часто удаётся научиться выполнять ногами сложную работу: писать, рисовать, играть на музыкальных инструментах, работать на компьютере и т. д.

## Заболевания ног

### Заболевания костей и суставов
Одним из самых распространённых заболеваний ног у детей является плоскостопие.
Ещё одним заболеванием ног является артрит (воспаление суставов). Артрит может поражать не только колени, но и другие суставы. Наиболее распространённой формой артрита является остеоартрит, или артроз — хроническое воспаление суставов из-за износа хрящевых пластин обеспечивающих стыковку костей в суставах. Артроз приводит ко всё более сильным болям в коленях при ходьбе. В тяжёлых случаях делают операцию по замене коленных суставов на протезные. Сходные с артритом симптомы может иметь остеомиелит пяточной кости, возникновение которого связано с относительно вялой циркуляцией крови. Достаточно часто встречается воспалительно-дегенеративное заболевание стопы, связанное с хронической микротравматизацией подошвенной фасции — плантарный фасциит (или «пяточная шпора»).
Из травм распространены перелом бедра, разрыв ахиллова сухожилия и травмы колена. Последние наиболее опасны, так как часто необратимы. Поэтому во многих видах спорта используются наколенники.
У пожилых людей велика вероятность получить перелом шейки бедра при падении с высоты собственного роста, просто споткнувшись. Это происходит потому, что у человека с возрастом и снижением активности гормонов проявляется и усиливается остеопороз, и кости становятся более хрупкими. Лечение — остеосинтез и эндопротезирование тазобедренного сустава. Меры предупреждения — аккуратность и профилактика остеопороза.

### Заболевания мягких тканей
В старческом возрасте встречается трофическая язва — язва из-за недостаточного кровоснабжения ног. Это заболевание мучительное и трудноизлечимое.
Отморожение ног может привести к их гангрене, в результате которой часть ноги или даже всю ногу приходится ампутировать. Из потерявших ноги таким образом наиболее известен лётчик Алексей Маресьев, который и после ампутации ног продолжал пилотировать самолёт.

### Заболевания и травмы нервной системы
К параличу ног приводят травмы позвоночника. Иногда травмы в верхней части позвоночника приводят к одновременному параличу рук и ног — тетраплегии. Паралич ног очень часто сочетается с импотенцией или фригидностью.

## Ноги в культуре и искусстве

### Этимология слова «нога»
В современной этимологии считается, что слово «нога» в русском языке и других славянских языках первоначально означало «ноготь» (англ. nail; нем. Nagel). Изначально слово для обозначения ноги должно было иметь корень «под» (подошва, подол): ср. англ. foot, нем. Fuß, лат. pes (родительный падеж pedis).

### Языковые особенности употребления слова «нога»
В языке слово «нога» употребляется не только для обозначения человеческого органа. Часто оно в сочетании с другими словами символизирует функции, выполняемые ногой (см. метонимия). Это отражено, например, в устойчивых сочетаниях и фразеологизмах. Так выражение «связать по рукам и ногам», означающее «лишить возможности свободно действовать», связано с ограничением двигательных функций ноги, а выражение «поставить с ног на голову», означающее «сделать что-либо совершенно неправильно», отсылает к опорной функции.
Кроме непосредственного обозначения реальной ноги, «нога» в единственном и множественном числе может в сочетании с определением использоваться при создании тропов (обычно метонимии), призванных охарактеризовать скорость или манеру перемещения (быстрые ноги, медленные ноги, лёгкие ноги).
Слово «нога» может также выступать как частично потерявшая самостоятельность отдельная часть устойчивых ругательных конструкций («мать твою за ногу»).

### Нога в древних космогонических мифах
В германо-скандинавской мифологии мир был создан из тела великана Имира, при этом из его ног произошел род великанов-ётунов. В финно-угорской мифологии есть сюжет о создании мира из утиных яиц на коленях у небесной девы Ильматар («Калевала»). В «Очерках мордвы» Мельникова-Печерского аналог этого сюжета не упоминается, но ноги упоминаются как «особенное достоинство» как некоторых мифологических персонажей (например, Сыржи из поверья о возникновении грозы, или аналога Ильматар Анге-Патяй, чьи ноги оставляют след на камне), так и реальных мордовских женщин.

### Нога и статус человека
В прошлом у бедных людей не было денег купить обувь, поэтому босоногость часто символизировала бедность. В русском языке осталось слово «босяк»; в иврите разорение называется פשיטת רגל‎ [пшита́т рэ́гель], буквально «обнажение ноги». Соответственно, дорогая обувь символизировала, и до сих пор символизирует, богатство: отсюда хрустальные туфельки Золушки и красные башмачки из одноимённой сказки Х. К. Андерсена или черевички, «которые носит царица» из «Ночи перед Рождеством» Н. В. Гоголя.

### Эротические коннотации

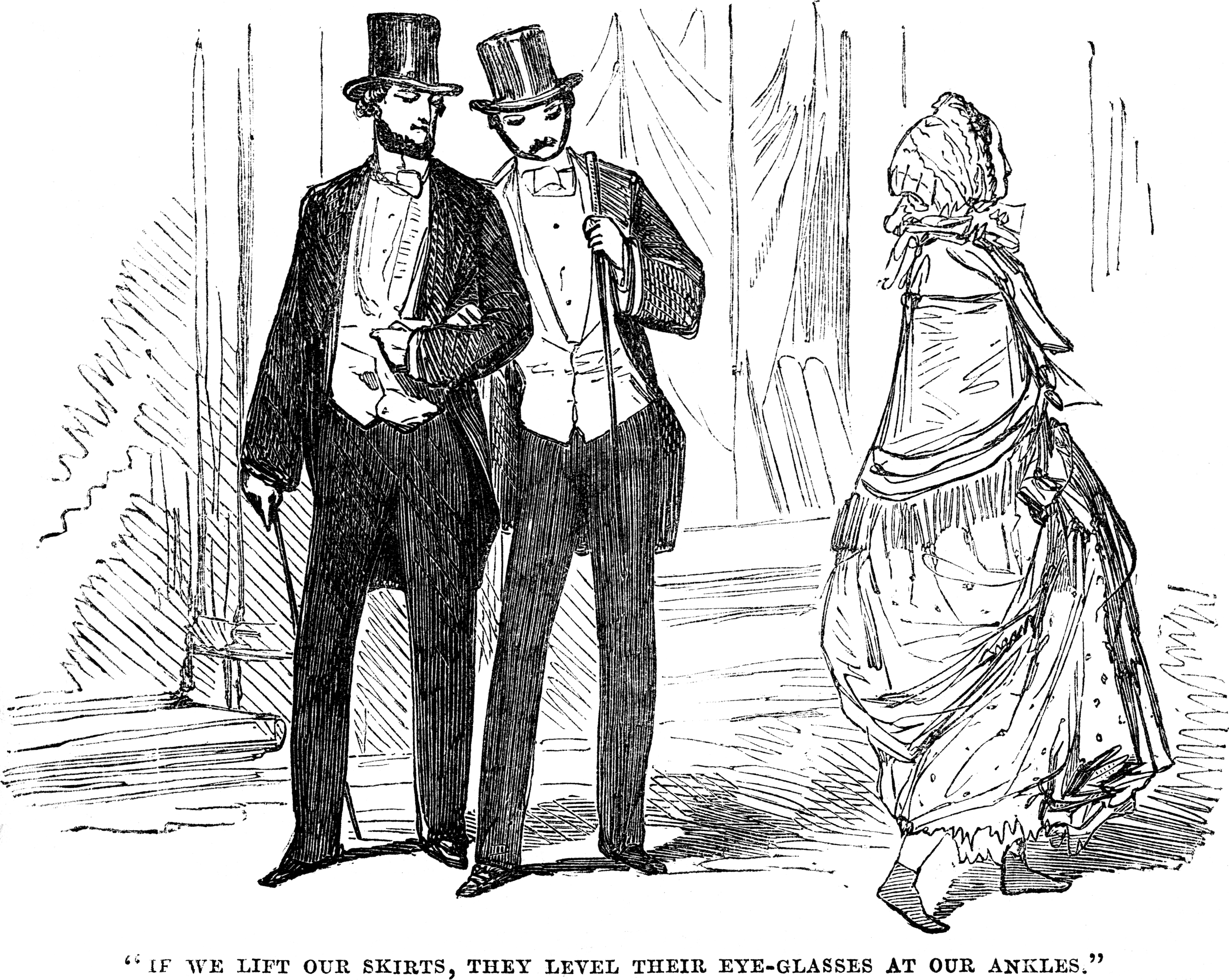
Английская карикатура 1854 года о дилемме, стоявшей перед женщинами викторианской эпохи: либо испачкать подол платья в грязи, либо чуть-чуть приоткрыть ноги и сразу привлечь к себе внимание

Другая распространённая коннотация ног, прежде всего женских — эротика. В упомянутой сказке «Красные башмачки» оба символических значения объединены.
В Европе до начала XX века ноги являлись одной из самых табуированных частей женского тела, и особенно тщательно скрывать их должны были женщины с высоким статусом в обществе. В викторианской Англии слово «нога» (leg) считалось неподобающим к произнесению в приличном обществе, вместо этого говорили «конечность» (limb). Более того, это слово нельзя было употреблять даже по отношению к ножкам мебели. Такое количество запретов привело к тому, что у заметного количества мужчин викторианской эпохи развилось влечение к женским ногам (в более специфических случаях особый интерес вызывали женские колени или щиколотки).
В современном мире такие вкусы возникают обычно по противоположной причине — эта тема практически не табуирована, и акцент на женские ноги часто используется в массовой культуре, включая фильмы, рекламные ролики, музыкальные клипы, танцевальные шоу и многие виды спорта (например, фигурное катание или художественная гимнастика). В середине XX века наряды, подчеркивающие ноги, были популярны в основном в научно-фантастических произведениях, но с тех пор появилось большое разнообразие подобных образов, ориентированных на вкусы людей с разными интересами (подробнее см. в статье «Мини-юбка»).
В целом многие мужчины отмечают как эротическую, так и эстетическую привлекательность женских ног с акцентом на то, что они символизируют в первую очередь женскую элегантность и соблазнительность без откровенно сексуальных коннотаций (в отличие от груди или ягодиц), уровень которой женщины к тому же легко могут регулировать длиной своей одежды. В то же время ноги (особенно внутренняя поверхность бёдер, где кожа наиболее нежная и чувствительная) считаются одной из наиболее сексуализированных частей женского тела в массовой культуре, в том числе голливудском кино.
Как мужчины, так и женщины в целом считают привлекательными длинные ноги, что может объяснять большую популярность высоких моделей. Мужчины также считают привлекательными женщин с большим отношением длины ноги к длине тела в целом, но у женщин предпочтения относительно мужского телосложения прямо противоположные.
В современных стандартах красоты ценятся гладкие женские ноги без волос, хотя еще в 1920-х гг. женщины брили ноги крайне редко. Причина популярности здесь та же, что у бритья в целом — гладкая кожа ассоциируется с молодостью и привлекательностью. Гетеросексуальные мужчины в целом не бреют ноги ни в одной культуре, хотя это распространенная практика в модельном бизнесе и спорте (особенно у пловцов и велогонщиков).

### Нога в ритуалах
Нога, находясь в нормальном положении ниже по отношению к другим частям тела, может использоваться в ритуальных и символических действиях, показывающих, что какой-то человек находится ниже (например, в социальной иерархии) по отношению к другому. При этом уровень «низшего» человека каким-либо образом сравнивается с уровнем ног «высшего» человека. Подобное сравнение может выражаться в различных формах: поцелуй ноги, падение или поклон в ноги, попрание ногой побеждённого противника и т. п.

#### Омовение ног и смена обуви
Нога, будучи органом движения, непосредственно соприкасающимся с землёй, способна собирать на себя грязь. Эта грязь может быть занесена в чистое помещение (дом, храм). При этом снятие обуви и омовение ног перед входом в помещение может оказаться не только утилитарным действием, но и символическим, выражающим почтение к хозяину, чистоте его дома, показывающим отсутствие злых намерений по отношению к нему.
Между восточными народами и в новейшее время существует обычай входить в храм и к властелину без обуви и по омовении ног. Омовение ног служило общим выражением гостеприимства (Быт. 18:4) и обычно совершалось слугами (1Цар. 25:41, Иоан. 13:5, 6).
В житии шотландской королевы Маргариты (конец XI века) рассказывается о строгой форме ритуала заботы о бедных, в ходе которого она в частности омывала ноги шести нищим.

### Отрубание ног
В кабардинском эпосе «Нарты» гибель Сосруко (одного из главных положительных героев, в чьи заслуги, например, входит похищение огня у богов) происходит в результате отсечения ног колесом Балсага. Однако Сосруко не умер, а был закопан врагами живьём в землю. Каждую весну в день, когда Сосруко был закопан живьём в землю, реки освобождаются от ледяных оков, а травы пробуждаются и начинают тянуться к свету.